# 10494 Jenniferwest
10494 Jenniferwest eller 1986 QO3 är en asteroid i huvudbältet som upptäcktes den 29 augusti 1986 av den belgiske astronomen Henri Debehogne vid La Silla-observatoriet. Den är uppkallad efter Jennifer West.
Den har en diameter på ungefär 3 kilometer och den tillhör asteroidgruppen Nysa.